# Белякова, Нина Константиновна
Нина Константиновна Белякова (род. 15 января 1926 — 21 мая 2021) — советская и российская переводчица, журналистка.
Родилась 15.01.1926 в Ленинграде.
В 1952 году окончила 1-й Ленинградский государственный педагогический институт иностранных языков (переводческое отделение).
В 1952-1954 гг. — преподаватель шведской кафедры иностранных языков; в 1956-1988 гг. — гид-переводчик, начальник информационно-методического отдела «Интуриста». Внештатный корреспондент журнала «Путешествие в СССР».
Перевела более 200 книг со шведского, норвежского, датского и английского языков. Среди её переводов  — романы Сигрид Унсет, Сельмы Лагерлёф, Вильхельма Муберга, Августа Стриндберга, Пера Лагерквиста и Сакариаса Топелиуса, произведения Астрид Линдгрен и Туве Янссон, серия книг Л. Фрэнка Баума о Волшебной Стране Оз.
Специализировалась в поэтическом переводе. Стихотворные переводы со шведского языка публиковались в журналах «Звезда», «Нева» и «Всемирное слово», а также изданы отдельным сборником «Пешком по Галактике, или Мир в капле росы» («Из шведской лирики XX века»). Любимая поэтесса — Эдит Сёдергран, родоначальница модернистской поэзии Скандинавии.
Награждена международной премией Сакариаса Топелиуса за перевод его романа «Огонь и вода».
В 2017 году за вклад в распространение шведской литературы в России была награждена Королевским Орденом Полярной Звезды первого класса.
Автор книги:
- Швеция (Королевство Швеция) / Н.К. Белякова. - СПб. : Лениздат, 2001. - 166 с. : ил., карт., портр.; 20 см. - (Страноведение).; ISBN 5-289-01970-7

Умерла 21 мая 2021 года в Санкт-Петербурге.